# Michel Onfray

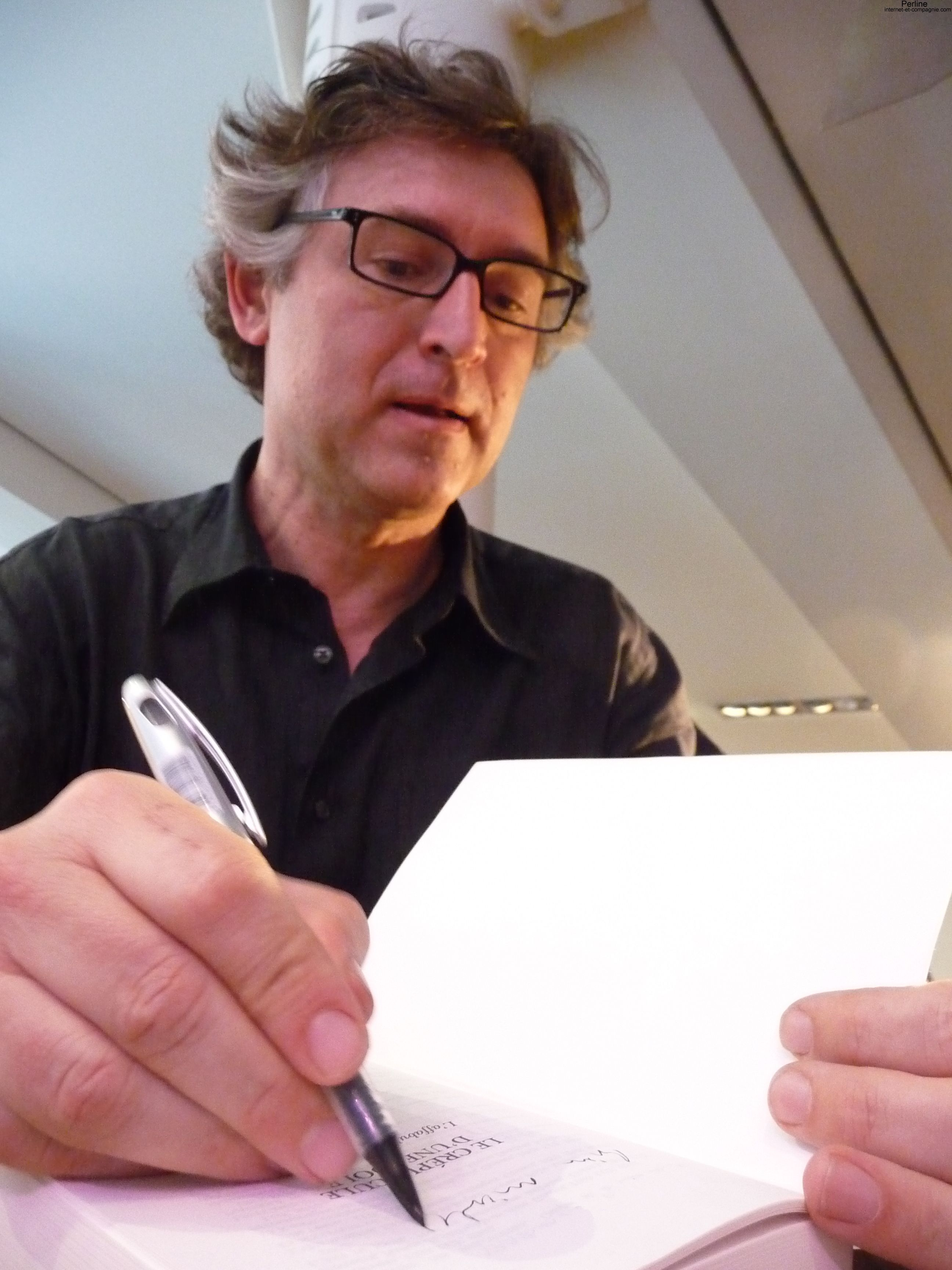
Michel Onfray

Michel Onfray (ur. 1 stycznia 1959 w Argentan (Orne) we Francji) – francuski filozof.

## Życiorys
Urodził się w Normandii w biednej rodzinie (ojciec był robotnikiem rolnym, matka sprzątaczką). Studiował filozofię i uzyskał Diplôme d’études approfondies w roku 1987 (odpowiednik magisterium). W latach 1983–2002 wykładał filozofię w lycée technique  w Caen. Następnie utworzył nieakredytowany Université populaire de Caen, a manifest tej uczelni opublikował w roku 2004 (La communauté philosophique).
Jego publikacje propagują hedonizm, poznanie naukowe i ateizm.
W Polsce ukazały się:
- Traktat ateologiczny (Traité d'athéologie: Physique de la métaphysique, 2005), przełożył Mateusz Kwaterko, Warszawa: PIW, 2008, ISBN 978-83-06-03121-8.
- Antypodręcznik filozofii (Antimanuel de philosophie, 2001), przełożyli Elżbieta i Adam Aduszkiewiczowie, Warszawa: Wydawnictwo Czarna Owca, 2009, ISBN 978-83-7554-066-6.
- Zmierzch bożyszcza (Le crupuscule d'une idole, 2010), przełożyła Zofia Styszyńska, Warszawa: Wydawnictwo Czarna Owca, 2012, ISBN 978-83-7554-446-6.
- Dekadencja. Życie i śmierć judeochrześcijaństwa (Decadence. Vie et mort du judeo-christianisme, 2017), przełożyli Elżbieta i Adam Aduszkiewiczowie, Wydawnictwo Czarna Owca, Warszawa 2019, ISBN 978-83-8015-802-3.